# Tercera División de Montenegro
La Tercera División de Montenegro (en Montenegrino Treća Crnogorska Liga y en montenegrino cirílico Трећа црногорска лига) es la tercera y última categoría por clubes de Montenegro. Está organizada por la Federación de Fútbol de Montenegro.

## Historia
La categoría fue fundada en el 2006, debido a la reestructuración que se llevó a cabo tras la independencia montenegrina y se ha convertido en la tercera y última categoría del país. En todas sus ediciones se han agrupado los clubes por regiones, creando un total de tres grupos.

## Sistema de competición
La Tercera División de Montenegro es una liga que está organizada por la Federación de Fútbol de Montenegro que a su vez se encarga de regular la Primera y Segunda División de Montenegro así como la Copa de Montenegro.
Como en todas las temporadas de su historia, consta de tres grupos integrados por ocho clubes cada uno según la región geográfica a la que estos pertenezcan, dichos clubes compiten por conseguir el ascenso, pues es la última categoría de fútbol senior existente en el país. Siguiendo un sistema de liga, los ocho equipos se enfrentarán todos contra todos en cuatro ocasiones -dos en campo propio y otras dos en campo contrario- sumando un total de 32 jornadas. El orden de los encuentros se ha decidido por sorteo antes de empezar la competición. 
La clasificación final se establecerá con arreglo a los puntos obtenidos en cada enfrentamiento, a razón de tres por partido ganado, uno por empatado y ninguno en caso de derrota. Si al finalizar el campeonato dos equipos igualan a puntos, los mecanismos para desempatar la clasificación son los siguientes:
1. El que tenga una mayor diferencia entre goles a favor y en contra en los enfrentamientos entre ambos. (Golaverage)
2. Si persiste el empate, se tiene en cuenta la diferencia de goles a favor y en contra en todos los encuentros del campeonato.
3. Si aún persiste el empate, se tiene en cuenta el mayor número de goles a favor en todos los encuentros del campeonato.

Si el empate a puntos es entre tres o más clubes, los sucesivos mecanismos de desempate son los siguientes: 
1. La mejor puntuación de la que a cada uno corresponda a tenor de los resultados de los partidos jugados entre sí por los clubes implicados.
2. La mayor diferencia de goles a favor y en contra, considerando únicamente los partidos jugados entre sí por los clubes implicados.
3. La mayor diferencia de goles a favor y en contra teniendo en cuenta todos los encuentros del campeonato.
4. El mayor número de goles a favor teniendo en cuenta todos los encuentros del campeonato.
5. El club mejor clasificado con arreglo a los baremos de fair play.

### Efectos de la clasificación
El equipo que se proclame campeón de cada uno de los grupos obtiene la clasificación para una ronda de play-off de ascenso a Segunda División, luchando los tres campeones por dos plazas de ascenso, los dos últimos clasificados de dicha categoría remplazan a los ascendidos. No hay descenso por ser la última categoría.

## Equipos participantes 2020-21

### Grupo norte
| Equipo    | Ciudad       |
| --------- | ------------ |
| Brskovo   | Mojkovac     |
| Gusinje   | Gusinje      |
| Polimlje  | Murino       |
| Komovi    | Andrijevica  |
| Borac     | Bijelo Polje |
| Petnjica  | Petnjica     |
| Pljevlja  | Pljevlja     |
| Fair Play | Bijelo Polje |

### Grupo centro
| Equipo                               | Ciudad    |
| ------------------------------------ | --------- |
| Blue Star                            | Podgorica |
| Fudbalski Klub Drezga                | Piperi    |
| Fudbalski Klub Gornja Zeta           | Podgorica |
| Fudbalski Klub Gorštak               | Kolašin   |
| Fudbalski Klub Grafičar              | Podgorica |
| Fudbalski Klub Kom                   | Podgorica |
| Fudbalski Klub Mladost Podgorica "B" | Podgorica |
| Fudbalski Klub Ribnica               | Podgorica |

### Grupo sur
| Equipo                             | Ciudad      |
| ---------------------------------- | ----------- |
| Fudbalski Klub Cetinje             | Cetiña      |
| Fudbalski Klub Hajduk Bar          | Bar         |
| Fudbalski Klub Sloga Bar           | Stari Bar   |
| Fudbalski Klub Sloga Radovići      | Radovići    |
| Fudbalski Klub Obilic Herceg Novi  | Herceg Novi |
| Fudbalski Klub Bijela              | Bijela      |
| Fudbalski Klub Sutjeska Nikšić "B" | Podgorica   |
| Fudbalski Klub Otrant Ulcinj       | Ulcinj      |